# 가타오카촌 (나가노현)
가타오카촌(일본어: 片丘村)은 일본 나가노현 히가시치쿠마군에 있던 촌이다. 현재의 시오지리시, 마쓰모토시에 해당 한다.

## 역사
- 1889년 4월 1일 - 정촌제 시행에 의해 가타오카촌이 단독으로 자치체를 형성하였다.
- 1959년 4월 1일 - 시오지리 정, 히로오카 촌, 소가 촌, 지쿠마치 촌과 합병해, 시오지리시가 성립하여, 동일 가타오카촌은 폐지되었다.

## 교통

### 도로
현재는 구 촌역에 나가노 자동차도의 시오지리 나들목이 소재하지만, 당시엔 미개통

## 참고문헌
- 角川日本地名大辞典 20 長野県